# Габриель, Александр Фёдорович
Александр Фёдорович Габриель (Габриэль)  — советский хозяйственный, государственный и политический деятель.

## Биография
Родился в 1921 году на разъезде номер 49. Член КПСС.
Окончил Новосибирский институт военных инженеров железнодорожного транспорта.
До 1945 — счетовод, техник 9-й дистанции пути Омской железной дороги.
В 1951—1960 — главный инженер механизированной колонны номер 12, главный инженер строительного механизированного участка, начальник механизированной колонны номер 9 треста «Сибстроймеханизация».
В 1960—1963 — заместитель управляющего трестом «Кузбасстрансстрой».
В 1963—1967 — председатель Новокузнецкого горисполкома.
Делегат XXIII съезда КПСС.
Умер в Москве в 1999 году. Похоронен на Щербинском кладбище.

## Награды
- Орден Трудового Красного Знамени (1960)
- Орден Знак Почёта (28.07.1966)